# Société du Chemin de Fer Ottoman Jonction Salonique–Constantinople
Die Société du Chemin de Fer Ottoman Jonction Salonique–Constantinople (JSC), frei übersetzt Osmanische Eisenbahngesellschaft für die Verbindung Saloniki–Konstantinopel, errichtete und betrieb eine Eisenbahn zwischen Thessaloniki und Alexandroupolis (bis 1920 Dedeagatsch).

## Gründung

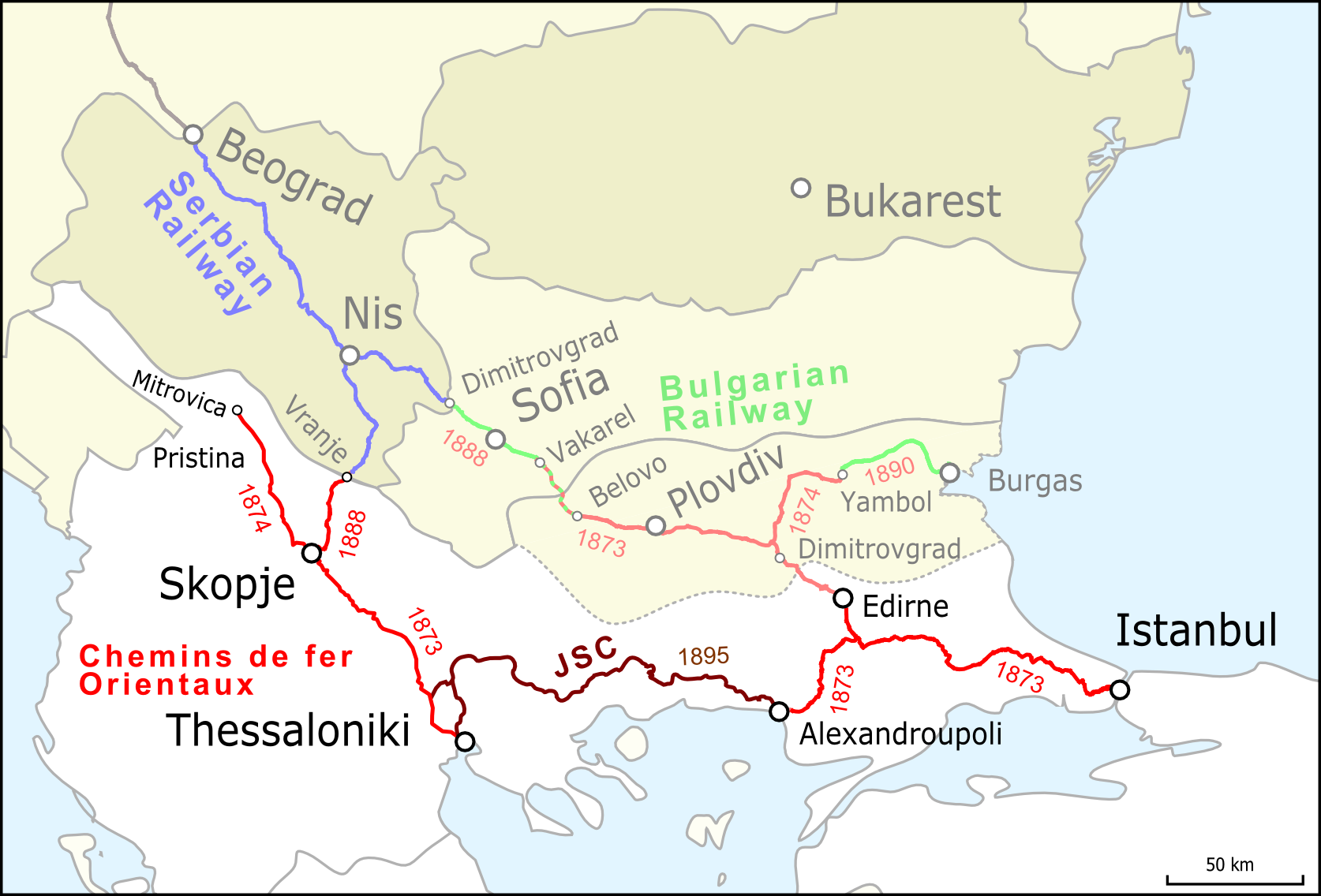
Darstellung der strategischen Funktion der JSC

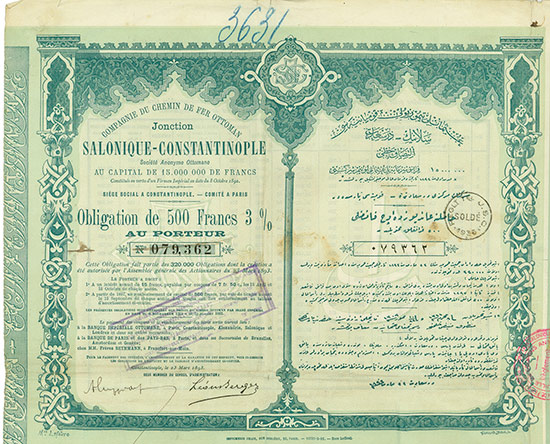
500 Franken-Obligation der JSC in Französischer und Osmanischer Sprache

Die Eisenbahngesellschaft wurde 1892 nach osmanischem Recht mit Sitz in Paris und der Zielsetzung gegründet, eine Bahnstrecke zwischen Thessaloniki und Alexandroupolis zu bauen und zu betreiben. Die Verbindung führte damals durch ausschließlich osmanisches Gebiet und war für das Osmanische Reich von strategischer Bedeutung. Alexandroupoli/Dedeagatsch war von Istanbul her bereits seit 1873 von einer Strecke der Chemins de fer Orientaux (CO) an das Eisenbahnnetz angeschlossen, die in Pythio wiederum an die Bahnstrecke İstanbul Sirkeci–Swilengrad anschloss. Auch Thessaloniki (damals: Saloniki) hatte bereits seit 1872 Eisenbahnanschluss durch die CO erhalten und 1888 war durchgehender Verkehr bis Konstantinopel möglich. Der führte aber über serbisches und bulgarisches Territorium.

## Weitere Entwicklung
Die Konzession (in der Form eines Ferman) für die Bahnstrecke Thessaloniki–Alexandroupoli stammt vom 10. September 1892 und wurde durch einen Vertrag zwischen dem Konzessionsnehmer vom 8. Oktober 1892 und ein diesen begleitendes Lastenheft konkretisiert. Planung und Bau erfolgten in hohem Maß unter militärischen Auflagen, gleiches galt für den Betrieb. Im Gegenzug erhielt die Gesellschaft eine Einnahme-Garantie vom Staat in Höhe von 15.000 Francs pro Streckenkilometer und Jahr. Der Bau begann 1893, die meisten Abschnitte wurden zwischen 1894 und 1895 eröffnet, 1896 waren die Bauarbeiten vollständig abgeschlossen.
Das Unternehmen war verpflichtet, mindestens 818 Wagen anzuschaffen und zu unterhalten. Dazu gehörten 90 Personenwagen der drei Wagenklassen, 30 Gepäckwagen, 528 gedeckte Güterwagen und 200 offene Güterwagen. Die Güterwagen mussten in der Lage sein, Truppen, Pferde und Rinder, Waffen und anderes Kriegsmaterial zu transportieren.

## Ende
In Folge der Balkankriege gingen dem Osmanischen Reich 1913 Mazedonien an Griechenland und Thrakien an Bulgarien verloren. Damit entfiel auch die Einnahme-Garantie und damit die wirtschaftliche Basis der Société du Chemin de Fer Ottoman Jonction Salonique–Constantinople für die Strecke. Bulgarien integrierte den ihm zugefallenen Streckenteil 1915 in die Bulgarische Staatsbahn, während der nun griechische Abschnitt zunächst weiter von der JSC betrieben wurde.
Während des Ersten Weltkriegs wurde die Strecke durch ein britisch-französisches Militärregime betrieben, das die Strecke zum 1. Juli 1920 Griechenland übergab. Die JSC wurde noch im gleichen Jahr aufgelöst.